# 王立陸軍士官学校

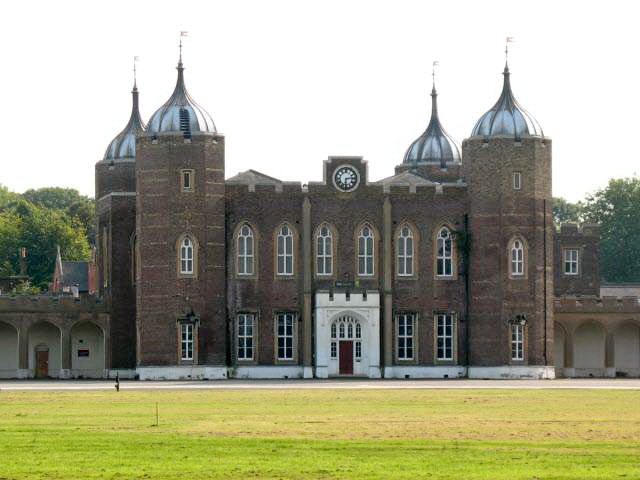
1806年から1939年まで使用された建物

王立陸軍士官学校（the Royal Military Academy）はロンドンの南東ウーリッジに存在したイギリス陸軍における陸軍士官学校。当初は砲兵及び工兵士官の養成を担当したが、後にはほかの専門職についても担当している。RMAと略される場合もある。
王立陸軍士官学校は1741年に開校した。当時はイギリス軍の武器保管所付属の工房の建物を利用したため、the Shopと呼ばれていた。
著名な教官としては、フレデリック・オーガスタス・アベル、ピーター・バーロー、サミュエル・ハンター・クリスティー、ポール・サンドビーなどがいた。
1799年には二つ目の士官学校である王立陸軍大学 (Royal Military College; RMC) がバークシャーのサンドハーストに設けられており、こちらは歩兵及び騎兵士官の養成を担当している。両校は1939年の第二次世界大戦の開幕とともに閉鎖され、戦後1947年になって新たにサンドハースト王立陸軍士官学校 (the Royal Military Academy Sandhurst) が設けられ現在に続いている。